# 安特生島
63°35′S 56°35′E / 63.59°S 56.58°E

安特生島（Andersson Island）是南極洲的島嶼，位於格雷厄姆地的塔巴林半島東端，起初在1938由法國的探險隊命名，其後在1949年11月21日以瑞典的地質學家安特生重新命名。